# 땅

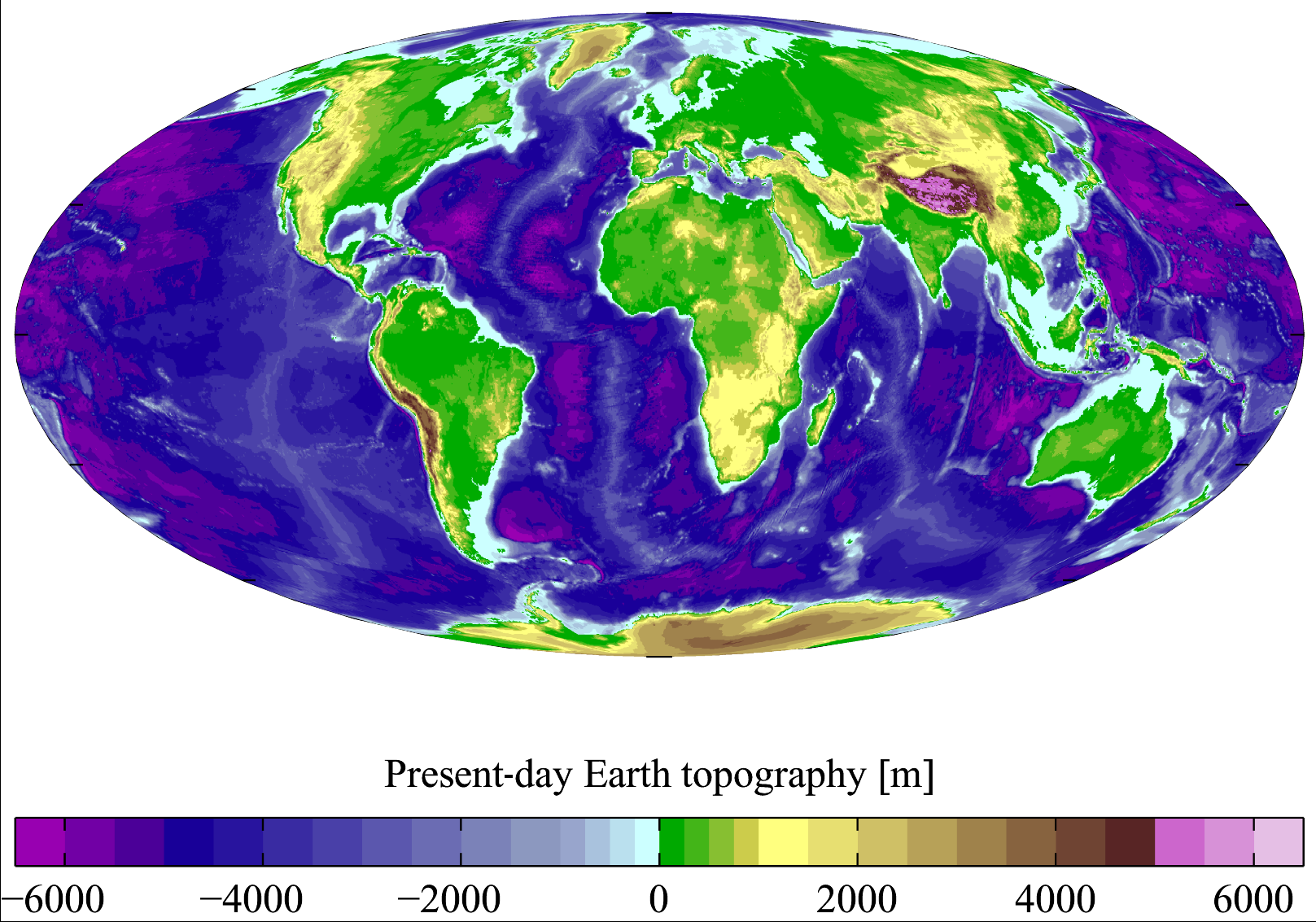
지구의 땅을 보여주는 지도. 녹색과 노란색의 음영을 참고할 것.

땅 혹은 육지(陸地)는 강이나 바다와 같이 물이 있는 곳을 제외한 지구의 표면을 말한다. 땅은 뭍이라고도 하는데, 뭍은 땅 중에서도 섬이 아닌 본토(本土)를 주로 가리킨다. 역사상 인간의 활동 대부분은 땅에서 발생했으며 농업, 서식, 다양한 천연자원을 지원하였다.
물과 육지를 아울러 수륙(水陸)이라고 부르며, 땅이 물과 만나는 지역은 연안으로 부른다. 땅과 물 사이의 구간은 인간에게 중요한 개념이다. 육지와 물 간 분계선은 지역관할권과 기타 요인에 따라 다양하다. 해안 경계는 정치분계선의 한 예이다. 물이 육지와 맞닿은 곳을 분명히 정의하는데 도움을 주는 다양한 자연 경계선들이 존재한다. 단단한 돌 지형들은 땅이 끝나고 물이 시작되는 구간이 분명히 보이지 않는 늪이 많은 경계를 구분하기 더 쉽게 만들어준다. 조수와 기후로 인해 경계선은 더 많은 차이를 보일 수 있다.

## 지구의 땅의 역사
태양계에서 보이는 최초의 물질은 4.5672±0.0006 bya(수십억 년)이 흐른 것으로 추정되므로 지구 그 자체는 그 시기 즈음 강착 과정을 통해 형성되었을 것으로 추정된다.

## 수륙의 분포
지구의 표면적은 약 5억 1,000만km2, 이 중 해양은 3억 6,000km2를 넘어 지구 표면의 약 7할을 차지한다. 육지의 평균고도는 약 850m이고, 바다의 평균심도는 약 3,700m이다.육지는 지구상에 고르게 분포되어 있지 않다. 아프로유라시아(Afro-Eurasia)의 큰 땅덩어리, 남북 아메리카, 오스트레일리아 대륙, 남극 등의 대륙과 그 사이에 들어찬 수역(水域) 분포로 지구는 크게 육반구(陸半球)와 수반구(水半球)로 나뉘는데, 육반구는 주로 북반구를, 수반구는 대체로 남반구를 차지하고 있다. 또한 대륙의 분포는 좁은 해협 또는 지협(地峽)에 의해 서로 연결되거나 또는 서로 맞대하고 있다. 이러한 수륙 분포의 특징은 지구의 바다와 육지의 역사와 관계가 있고, 또 나아가서는 생물의 분포까지를 좌우하고 있다. 또 수륙의 분포는 대기의 순환과 더불어 기후의 양상을 결정하며 생물상(生物相), 특히 식물 생태계(植物 生態系)·토양·물의 분포를 좌우하고 있다.

## 대지형적 특징
지구상의 산맥의 배열·규모·고도와 고원(高原) 및 화산의 분포나 규모·고도 등 대지형적 특징을 결정하는 것은 지구 내부를 근원지(根源地)로 하는 내작용(內作用)이다. 그러나 그 원인에 관한 실설(實說)은 아직 존재하지 않으며, 다만 쥬스 코벨, 윌리스 베게너, 알간 등 연구자들의 업적이 알려져 있을 뿐이다. 현재까지의 학설에 공통되는 것은 육지를 대지형적 특징에 의해 안정지괴(安定地塊)와 제3기 이후(第三紀以後)의 조산대(造山帶) 및 그 중간시대에 형성된 육괴(肉塊)의 세 가지로 대별하고 있다는 점이다.
안정지괴는 선(先) 캄브리아기(紀)에 격심한 지각운동(地殼運動) 또는 화산활동을 거친 후 준평원화(準平原化)가 진행되고, 다음의 조산운동으로 지괴화(地塊化)된 데 이어 지각이 경화(硬化)하여 완만한 조륙운동을 하고 있는 육괴로서, 지형적으로는 고원의 양상을 나타내며, 지질적으로는 결정질 암석(結晶質巖石)으로 형성된다.
현재 안정지괴로서 알려져 있는 것은 북아메리카 동북부의 로렌시아, 스칸디나비아에서 핀란드에 이르는 페노스칸디아, 중앙시베리아지(臺地)의 대부분을 차지하는 앙카라, 중국 동부에서 한국 반도에 이르는 지역을 차지하는 중국육괴, 아프리카의 대부분, 아라비아 및 인도의 반도(半島) 부분, 동부의 산지대를 제외한 오스트레일리아의 대부분, 브라질 고원, 그리고 몇 개의 대륙에 걸쳐 분포하는 곤드와나이다.
이러한 안정지괴는 지구상에서 가장 오래 된 시대에 형성된 것이라고 생각되고 있다. 시생대(始生代)에서 원생대(原生代)에 이르는 동안의 심한 지각운동으로 인한 복잡한 지질구조의 형성, 암석의 변질, 화성암의 선입(選入) 등을 겪은 후 오늘날까지의 오랜 지질연대(地質年代)를 통해서 조륙적(造陸的) 운동이 진행되고 있는 지역으로 간주되고 있는 것이다. 지질적으로는 편마암이나 결정편암(結晶片岩) 같은 결정질 암석과 화강암 같은 심성암(深成岩)으로 형성되며, 지형적으로는 높이 수백 미터의 고원상의 준평원을 이룩한다.
준평원의 형성은 조산(造山)운동 후 고생대(古生代) 이전에 완성되고, 그후 해진(海進)에 의해 피복층(被覆層)에 덮여, 그것이 침식되어 원래의 준평원면이 지표로 노출되는 것과 같은 경과를 거쳐 오늘에 이르고 있다. 따라서 삭박준평원(削剝準平原)이라 불리는 지형을 나타내고 있다.
중간성육괴(中間性陸塊)는 고생대의 심한 조산운동의 결과 오늘날 보는 것과 같은 복잡한 지질구조, 견고한 암질, 굳은 지각 등의 특성을 지니게 되었다. 또한 그후의 조산운동에 의해 단층운동(斷層運動) 또는 곡륭(曲隆)·곡강(曲降)운동 등이 진행되어, 오늘날에는 조륙운동이 지배적인 지괴가 되어 있다. 이 지역의 육지의 성격은 안정지괴와 후에 설명한 신기조산대(新期造山帶)의 중간적인 것이다. 이 중간적 성격은 산지의 배열에 잘 나타나 있다.
지형적으로는 높고 험준한 산지도 있고, 낮고 선이 부드러운 산지도 있다. 고지도 있고 저지도 있다. 또한 산괴(山塊)의 규모는 안정지괴와 비교해서 보다 작고 신기조산대처럼 길게 연속된 대산맥을 형성하는 일도 없다. 지괴산지가 단편적(斷片的)으로 이어지거나 또는 어느 정도의 연장(延長)으로 연속되는 곡륭산지를 이룩한다. 이러한 중간성 육괴의 예로는 칼레도니아 산계(山系), 헬시니아 산계, 알타이 산계, 우랄 산계, 애팔래치아 산계, 오스트레일리아, 알프스 등이 알려져 있다.
신기조산대는 장대하고 고준(高峻)한 대산맥의 형상을 지니는데, 제3기(第三紀) 이래의 새로운 지질시대의 조산운동에 의해 형성되었다. 화산대(火山帶)·지진대에 해당되는 곳도 많으며, 오늘에 이르러서도 지반(地盤)의 승강(昇降), 지진단층 같은 지변(地變)이 그치지 않는 지대이다. 즉, 신기조산대에는 지중해 연안에서 시작하여 동쪽으로 아펜니노·스위스알프스·카르파티아알프스·카프카스·힌두쿠시·히말라야 산맥 등을 거쳐 남쪽으로 안다만 제도(諸島)에 이르고, 다시 그 남단에서 동전(東轉)하여 대(大)순다·소(小)순다 열도에서부터 반다 제도에 이르는 유라시아 남변(南邊) 조산대와 일본 열도에서 타이완·필리핀·뉴기니·뉴질랜드·그레이엄랜드·안데스 산맥·코르디예라·알류샨 열도·캄차카·쿠릴 열도를 연결하는 환태평양(環太平洋) 조산대 등 잘 알려진 조산대가 두 개 있다. 이 두 계열의 신기조산대는 화산의 발달, 특히 활동성화산의 발달과 빈번한 지진의 발생, 해구(海溝) 또는 지향사(地向斜)의 병주(?走)라는 점에서 안정지괴나 중간성지괴와 다른 특색을 지니고 있다. 장대(長大)하고 일정한 방향으로, 흔히 호선(弧線)을 그으며 연결되는 많은 산맥·저지대, 그리고 그 사이에 끼이는 해구(海溝) 등의 지형적 특색을 지니고 있다. 또 호상(弧狀)의 산맥들이 서로 접할 때는 꽃잎을 포개놓은 듯한 양상을 나타내는 일이 많다.안정육괴·중간성육괴·신기조산대가 형성하는 산지를 육지의 골격구조라고 한다면, 그 사이사이 또는 연변에 전개되는 평원·평지는 그 골격에 붙은 살이라고 할 수 있다.

## 같이 보기
- 지반
- 본토
- 대륙
- 반도
- 섬